# Dragonder

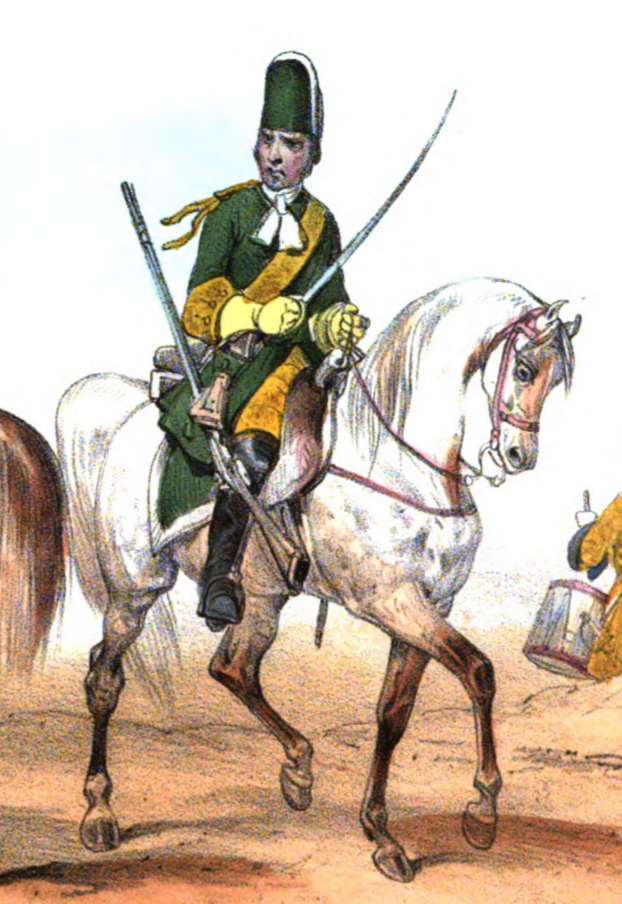
Een Spaanse dragonder (1703)

Een dragonder was een infanterist die zich per paard ("bereden") verplaatste en te voet ("afgestegen") vocht. De oorspronkelijke bedoeling was eenvoudigweg om infanterie te hebben die zich snel kon verplaatsen. Organisatie en titels van officieren kwamen dan ook overeen met die van de infanterie en niet van de cavalerie. 
Overigens geldt dit laatste niet voor het Nederlandse leger. Volgens de officiersboekjes 1830 tot en met 1867 (Naam- en ranglijst der officieren van het Nederlandsche leger) werd binnen de regimenten dragonders de rang tussen majoor en eerste luitenant aangeduid als ritmeester of ridmeester zoals bij de cavalerie en dus niet als kapitein. Vanaf 1868 is sprake van hussaren in plaats van dragonders. 
Tegenover echte cavalerie-eenheden waren ze in het nadeel, zodat zij zich steeds meer ook als cavalerie-eenheden trainden en bewapenden. Geleidelijk aan werden dragonders meer en meer als lichte en middelzware cavalerie ingezet. 
De naam zou afstammen van de in een vaandel gevoerde draak (dragon). Een andere verklaring is de typische drakenvorm die de loop van een 17e-eeuwse Franse musket gehad zou hebben en waar vooral bereden infanteristen mee bewapend zouden zijn geweest. Dragonders werden ten tijde van de Amerikaanse Revolutie ingezet door de Britten, met weinig succes.
Diverse moderne krijgsmachten behielden onderdelen met de traditionele benaming dragonders (Engels: dragoons), ook toen na de ontwikkeling van de pantserwagen de gemechaniseerde infanterie in de oorlogvoering intrede deed. 
Bijvoorbeeld de British Columbia dragoons waren onderdeel van een Canadese eenheid die in 1945 in Nederland opereerde en daarbij onder meer betrokken was bij de bevrijding van Delfzijl. De Belgische stad Oostende werd op 8 september 1944 bevrijd door eenheden van de Manitoba dragoons. De Manitobalaan aldaar herinnert daaraan. In Brugge herinnert het kunstwerk bizons op de Canadabrug aan de bevrijding in hetzelfde jaar door dat regiment.